# Sonchus suberosus
Sonchus suberosus là một loài thực vật có hoa trong họ Cúc. Loài này được Zohary & P.H.Davis miêu tả khoa học đầu tiên năm 1947.